# Magdalena Montasser
Magdalena Magida Hany Montasser (* 7. Juni 2003 in Berlin) ist eine deutsche Synchronsprecherin, Sprecherin von Hörspielen & Hörbüchern und Sängerin.

## Leben
Montasser lieh als Synchronsprecherin unter anderem Ripley Sobo als Leo Lieberman in Marvel’s The Punisher, Sky Katz als Tess in der Disneyserie Zuhause bei Raven und Jenna Ortega als Wednesday Addams in Wednesday, Tara in Scream und als Katie Torres in Yes-Day ihre deutsche Stimme. Des Weiteren ist sie in Serien wie And Just Like That …, Young Royals und Arcane zu hören.
Montasser ist die Tochter der Autorin Karla Reimert.

## Synchronarbeiten (Auswahl)
Jenna Ortega
- 2022: Scream als Tara Carpenter
- seit 2022: Wednesday als Wednesday Addams & Goody Addams
- 2023: Scream VI als Tara Carpenter
- 2024: Beetlejuice Beetlejuice als Astrid Deetz
- 2024: Miller’s Girl als Cairo Sweet
- 2025: Death of a Unicorn als Ridley Kintner

### Filme
- 2018: Alison Fernandez (als Lex) Zum Leben erweckt 2 – Weihnachten mit Eve
- 2019: Alexandra Kis (als Natalie (jung)) in Isn ’t It Romantic
- 2020: Isabella Crovetti (als Ruth) in Magic Camp
- 2020: Valeria Schoneveld (als Margarita (jung)) in Lebe zweimal, liebe einmal
- 2021: Helena Zengel (als Nina Cutter) in A Christmas Number One
- 2021: Bronte Carmichael (als Robin) in Rote Robin

### Serien
- 2017–2018: (als Panambi) in Die Sorgenfresser
- 2017: Ripley Sobo (als Leo Lieberman) in Marvel’s The Punisher
- 2019–2020: Aoife Hughes (als Twirl (Sprache & Gesang)) in Tanzt jetzt los!
- 2019–2023: Sky Katz (als Tess O'Malley) in Zuhause bei Raven
- 2019: Viola Prettejohn (als Emily (jung)) in Counterpart
- 2019–2022: Hannah Bos (als Betty (jung)) in Riverdale
- 2020–2022: Elsa Agemalm Reiland (als Isabell Rydman) in Liebe und Anarchie
- 2020: Isabelle JoLynn Murphy (als Mildred Ratched (jung)) in Ratched
- 2020: Olivia Beaumont (als Maeve Wiley (jung)) in Sex Education
- 2021: Emily Flain (als Jessie) in Marcella
- Alison Fernandez (als Lex) in Zum Leben erweckt 2 - Weihnachten mit Eve
- 2021: Frida Argento (als Sara) in Young Royals
- 2021: Cathy Ang (als Lily Goldenblatt) in And just like that
- 2024: Brianna Reed (als Libby) in Navy CIS

## Hörspiele & Hörbücher (Auswahl)
- 2021: Die drei ??? Kids Folge 82: Die Delfin-Piraten - als Clara Conners, Europa-Verlag (Hörspiel)
- 2023: Lea Melcher & Jonas Melcher: Keine Zeit zu singen, Hörbuch Hamburg, ISBN 978-3-8449-3489-2 (Rubina Blackfield 2)
- 2024: Juan Gómez-Jurado & Bárbara Montes: Die Mission beginnt, cbj audio, ISBN 978-3-8371-3009-6 (mit Henning Nöhren & Tanja Fornaro)
- 2025: Sabine Ballbach, Sonja Cöster und Lena Gouverneur: Kyllroth. Tödliche Heimkehr 1917, (Hörspiel - WDR)[1]